# Виркус, Фостин
Фостин Виркус (пол. Faustin Wirkus; 16 ноября 1896 года, Рыпин, Царство Польское — 8 октября 1945 года, Чапел-Хилл, Северная Каролина) — сержант морской пехоты США польского происхождения. Король гаитянского острова Гонав в 1925—1929 годах под именем Фостена II.

## Биография
Родился в польском городе Рыпин. В детстве переехал с родителями в США, где поселился в городе Дюпон, штат Пенсильвания. В возрасте 11 лет начал работать на сортировке угля в городе Питтстон. Год спустя познакомился с солдатом морской пехоты, вернувшимся из заграничной миссии и загорелся желанием стать морским пехотинцем. В следующих годах продолжил работу на угольных шахтах.
В феврале 1915 года оставил без предупреждения родной дом и явился на призывной пункт, а полгода спустя был на линкоре USS Tennessee послан на незадолго до того занятое американцами Гаити.
Первый год на Гаити служил в патрульной службе в Порт-о-Пренс, где и заинтересовался островом Гонав. Просьба о переводе на остров не была удовлетворена, так как вскоре после её подачи он сломал руку и был в ноябре 1916 года отправлен на лечение в США. После лечения продолжил службу на Кубе, по причине очередного перелома руки во второй раз был отправлен в США. В 1919 году в звании сержанта переведен на Гаити, где принял командование смешанными отрядами американско-гаитянской жандармерии в округе Перодин.
В марте 1920 года был отправлен с короткой миссией на Гонаву, для ареста местной королевы Ти Меменн, обвинённой в отправлении культа вуду. В 1925 году был переведен для службы на острове, на должность администратора округа. В это время как раз на остров вернулась арестованная пять лет назад королева. Она объявила Виркуса реинкарнацией бывшего императора Фостена I, который во время побега после путча, обещал жителям Гонава, что ещё вернётся.
Вечером 18 июля 1926 года Виркус был коронован жителями острова как король Фостен II. Признанный жителями своим правителем, Виркус очень успешно руководил островом, который стал одним из лучших округов в управляемой американцами зоне. Но его статус среди жителей доставлял проблемы американским политикам, из-за противодействий гаитянского президента, посетившего остров в 1928 году. С целью решения ситуации, Виркус был в 1929 году переведен в Порт-о-Пренс, а в феврале 1931 года отправлен в отставку.
Известность его история получила после издания книги Вильяма Сибрука «Остров магии», главным героем которой он стал. На указанный в книге адрес Виркуса пришло много писем от американцев, на которые он постарался ответить, издав в 1931 году автобиографическую книгу «Белый король Гонавы», изданную издательством Doubleday, Doran and Company. Книга разошлась по свету тиражами в 10 миллионов экземпляров. Как признанный эксперт по карибским верованиям, выступал с лекциями о Гаити и участвовал в создании документального фильма «Voodoo» (1933 год), посвящённому культуре и религии вуду.
После снижения интереса к его личности занялся инвестициями на бирже и продажей страховок. В политическую жизнь вернулся только раз, когда в 1938 году в одной из газет призвал правительство начать интервенцию против диктатора Доминиканской республики Трухильо.
В 1939 году вернулся на службу в морскую пехоту, в качестве руководителя призывного пункта в Нью-Арке, штат Нью-Джерси. В 1942 году был переведен в штаб морской пехоты в Вашингтоне, а затем в Naval Pre-Flight School в Чапел-Хилле.
Скончался 8 октября 1945 года, после продолжительной, длящейся с января, болезни. Похоронен на Арлингтонском национальном кладбище.

## Личная жизнь
В период правления на Гонаве имел подобающий статусу гарем. После отречения и возвращения в США поженился с Юлией Фуллер, с которой имел сына Фостина младшего, также морского пехотинца.